# Le Manoir magique
Le Manoir Magique (A Casa da Magia (título em Portugal) ou A Mansão Mágica (título no Brasil)) é um filme de animação franco-belga em computação gráficade comédia e fantasia, realizado por Jeremy Degruson e Ben Stassen e produzido por Nadia Khamlichi, Adrian Politowski, Ben Stassen, Caroline Van Iseghem e Gilles Waterkeyn. O filme estreou na Bélgica e na França em 25 de dezembro de 2013, em Portugal em 20 de março de 2014 e no Brasil em 6 de novembro de 2014.
Uma serie de TV spin-off chamada Presto! School of Magic (anteriormente School of Magic ) foi anunciada em 2017.A série está sendo produzida pelos estúdios TeamTO e Federation Kids and Family.

## Sinopse
Em A Mansão Mágica, após ser abandonado na rua, um jovem gato encontra abrigo em uma mansão sombria. Lá vive Leonardo, um senhor de idade que trabalha como mágico e vive rodeado de animais e brinquedos que possuem vida. Ele logo adota o gato e lhe dá o nome de Trovão, para desgosto do coelho Zeca e da ratinha Nina, que se sentem ameaçados. Não demora muito para que a dupla planeje algo para expulsar Trovão do lugar, mas logo todos precisam lidar com uma ameaça bem mais perigosa: Daniel, sobrinho de Leonardo, que deseja vender a velha mansão.

## Recepção

### Crítica de cinema
No Rotten Tomatoes, o filme teve uma classificação de 73%, com base em 30 críticas, o filme recebeu o seguinte consenso: "O personagem Trovão e a Casa da Magia carecem de uma narrativa profunda e real, mas o seu visual esplendor disponibilizou uma compensação suficiente para os espectadores mais jovens." No Metacritic, o filme teve recepção mista por parte da crítica especializada, que atribuiu uma classificação média ponderada fora de 100%, o filme recebeu uma pontuação média de 47% com base em 13 críticas profissionais.

### Bilheteira
O filme arrecadou US$ 4091 nos Estados Unidos e US$ 64 193 114 no estrangeiro, com a receita bruta de US$ 64 197 205.